# Muohttaoaivi
Muohttaoaivi är ett berg i Finland. Det ligger i Enontekis i landskapet Lappland, i den norra delen av landet, 1 000 km norr om huvudstaden Helsingfors. Toppen på Muohttaoaivi är 870 meter över havet.
Terrängen runt Muohttaoaivi är kuperad åt nordväst, men åt sydost är den platt.  Trakten runt Muohttaoaivi är nära nog obefolkad, med mindre än två invånare per kvadratkilometer. Det finns inga samhällen i närheten. Omgivningarna runt Muohttaoaivi är i huvudsak ett öppet busklandskap.